# KTimer
KTimer ist ein freies Programm, das Sekunden rückwärts zählt und nach Ablauf der eingestellten Zeit ein Programm starten kann.
Es wurde für die graphische Benutzeroberfläche KDE programmiert und fügt sich nahtlos in deren Umgebung ein.
KTimer kann ohne großen Aufwand Programme zu bestimmten Zeitpunkten starten, ohne dass dafür eine komplexe Task-Verwaltung benutzt werden muss.